# بناوتشان (مقاطعة ديواندرة)
بناوتشان (بالفارسية: بناوچان) هي قرية تقع في قسم تشهل تششمه الريفي (مقاطعة ديواندرة) في إيران. يقدر عدد سكانها بـ 96 نسمة بحسب إحصاء 2016.